# ピースヘイブン
ピースヘイブン（Peacehaven）は、イギリス南東部イースト・サセックス州ルイスにあるタウン兼行政教区。ブライトン市街地からA259号線沿いに約6マイル東へ進んだ位置、サウス・ダウンズの崖の上にある。また、この地点の近くで本初子午線とブリテン島の海岸線が交差する。

## 歴史
崖の頂上には青銅器時代の墳丘墓が並んでおり、地元当局によって調査が続けられている。その調査によると、3,500年前からこの地に人が住んでいたようである。2007年に学校の運動場で行われた発掘調査では、青銅器時代から鉄器時代にかけての遺物が多数出土した。
ピースヘイブンの歴史は、1916年に実業家のチャールズ・ネヴィルがピディンホーに土地を購入し、その土地を開発する会社を設立したことから始まった（その後最終的に近隣のソルトディーンとロッティンディーンの一部も開発した）。彼は宣伝としてイギリスのほぼすべての新聞で開発地の名前を募集した。そしてエセックス州イルフォードのウェスト氏とケント州メイドストーン氏の提案した「ニュー・アンザック＝オン＝シー」という名がコンペを勝ち取った。
後にDaily Express紙が、このコンペを詐欺として訴えた。なぜならこのコンペでは準優勝者の副賞として土地を無料で提供していたが、実際にはその土地を受け取る際に手数料が必要だったからである。この訴訟でネヴィルは敗訴したが、この計画が大衆に知れ渡るきっかけとなった。そこで考えられたのが、安価で土地を販売して自費で家を建ててもらうという計画だった。
これらの経緯から町の名前は当初「ニュー・アンザック＝オン＝シー」であったが、1年後の1917年には「ピースヘイブン」に改められた。土地販売会社のピースヘイブン・エステーツ株式会社の役員は、会長テナム男爵、専務C・W・ネヴィル、そしてG・ケイ・グリーンの3名であった。
この町は、第一次世界大戦の退役軍人が、戦争の影響から逃れて回復するために作られたものである。牧歌的な環境、海の空気、シンプルなライフスタイルが健康に役立つと考えられたのである。土地も安かったため、都会の労働者階級の家族が土地を購入し、週末や休日のための別荘を少しずつ建てていきました。その時手に入る材料だけで作ったフロンティアスタイルの建物は、「プロットランド運動」と呼ばれた。住民たちは、必要なものだけを使って生活することに自由を感じ、忙しく汚染された都市から離れてシンプルな生活を楽しんだ。プロットランドは、労働者階級に、他では得られない機会を提供したのである。
1924年には、人口がに3,000人となった。元々の家は、非常に簡素なものであることが多かった（中には古い鉄道車両もあった）。また、シーフォード近くのノース・キャンプから運ばれてきた旧陸軍の小屋を利用したものもあり、そのうちのいくつかは、外側にコンクリートブロックの壁をつけて今も残っている。やがて、地方議会が水道・電気の整備を行い、人々はより充実した家を建てるようになった。第二次世界大戦後、地方議会は海岸道路に沿って改善すべき地域を区別するために、ゾーニング制度を導入した。1974年には「タウンセンターマップ＆アクションプラン」が策定され、開発を支援している。

## 地理
海抜40〜50メートルの崖の上にある平地に位置している。崖下には砂礫でできた浜があり、階段やコンクリート舗装の道路で降りることができる。A259号線に沿って多くの並び、そのうちの1つ「ザ・デル」では自動車セールや花火大会、バイク選手権、ロバ競争、カーニバルなどが行われている。
アメリカ式の格子状の町づくりに魅力を感じていた彼は、ピースヘイブンをそのように形作った。そのためこの町では東西にロード、南北にアベニューが通っており、中心部をA259号線が貫いている。当初はA259号線とロドリック・アベニューを除く道路が未舗装のままだったが、1950年代に道路工事が進展した。道路工事はテルスコム・クリフから始まって東へ進んでいった。工事の最中、A259号の交差点を減らすために南北に走るアベニューのいくつかは幹線道路との境目を壁で塞いだ。より最近の開発によって若干その姿が変わった点もあるが、全体としてはまだ格子状の町並みを維持している。